# Adelges oregonensis
Adelges oregonensis är en insektsart som beskrevs av Annand 1928. Adelges oregonensis ingår i släktet Adelges och familjen barrlöss. Inga underarter finns listade i Catalogue of Life.